# Chirbat al-Hadżama
Chirbat al-Hadżama (arab. خربة الحجامة) – miejscowość w Syrii, w muhafazie Hama. W 2004 roku liczyła 1020 mieszkańców.